# Бёльхорст (Минден)
Бёльхорст (нем. Bölhorst) — один из 19 административных округов города Минден (Северный Рейн-Вестфалия, Германия). Лежит к юго-западу от центра города. До территориальной реформы Бёлхорст был самой маленькой по площади деревней в районе Минден-Люббекке.

## История

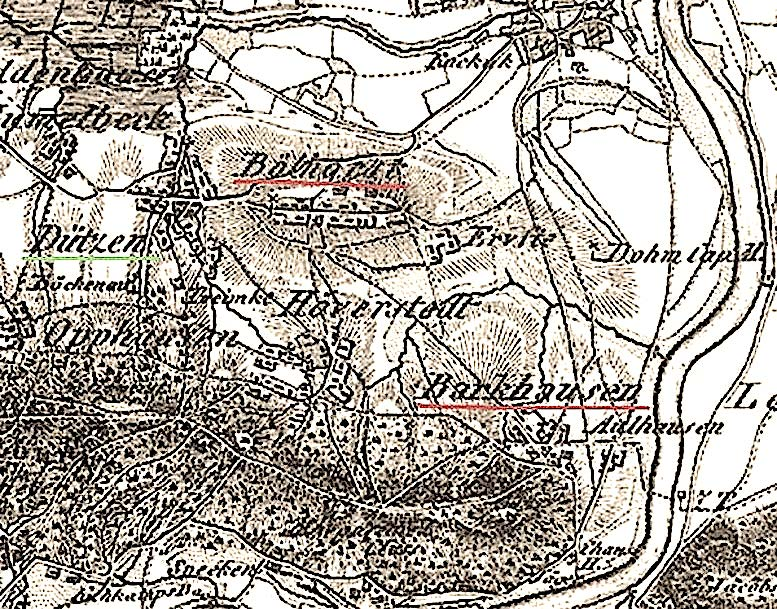
Карта 1805 года.

Бёлхорст впервые упоминается в 1394 году. 31 декабря 2008 года в городском округе Бёлхорст проживало 988 жителей. Бёлхорст является вторым среди малых по населению, а по площади — самым маленьким районом Миндена.
Старинное слово «Бёльхорст» в переводе на современный означает «Лесной холм». Но это самая простая интерпретация. Предание свидетельствует о том, что на эта холмистая территория была собственностью рыцарей Бёля и Хорста. И на самом деле, во время строительных работ здесь были обнаружены остатки толстых каменных средневековых стен.
1 января 1973 года Бёлхорст был включен в состав районообразующего города Минден.

### Часть города

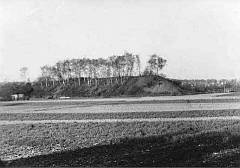
«Чёрный короб».

Бёлхорст является самой маленькой по площади частью Миндена. Этому есть историческое обоснование. В отличие от соседних деревень в прошлые времена в Бёлхорсте не было фермера, который бы владел собственной землёй. Таким образом, степень важности деревни была низкой. В Миндене и его окрестностях район Бёлхорста до сих пор часто называют «Чёрным коробом» (Der Schwarze Hucken). У этого названия существует своя история. Здесь находилась угольная шахта, и пустые породы высыпались при помощи приносимых на спине коробов на поле Бёльхорста, образовав небольшой террикон. Отвал была снесён в 1952-53 годах, когда потребовалась горная порода для строительства дамбы, защищающий от наводнений мост и подъезды к нему через Везер (ныне мост Портабрюке). Сегодня только название улицы «Хуккенштрассе»(Huckenstraße) и ресторан «К Хуккену» (Zum Hucken) напоминают о «Чёрном коробе».

## Герб
Герб округа Бёльхорст состоит из трёх частей, каждая из которых имеет отношение к его истории.

### Мельничный жернов
Жернов символизирует реально существовавшую бёльхорстскую мельницу. Она по прежнему существует, но переоборудована в жилой дом по улице Клинкерштрассе (Klinkerstraße). Столетиями крестьяне всех окрестностей приносили зерно на эту старую ветряную мельницу, которая первые триста лет принадлежала семье Альтендорф (Altendorf) (позже Луман (Luhmann), а затем Штольце (Stolze), пока не была выведена из эксплуатации. Благодаря своему положению, мельница была видна издалека и поэтому считалась достопримечательностью Бёлхорста.

### Кирпичи

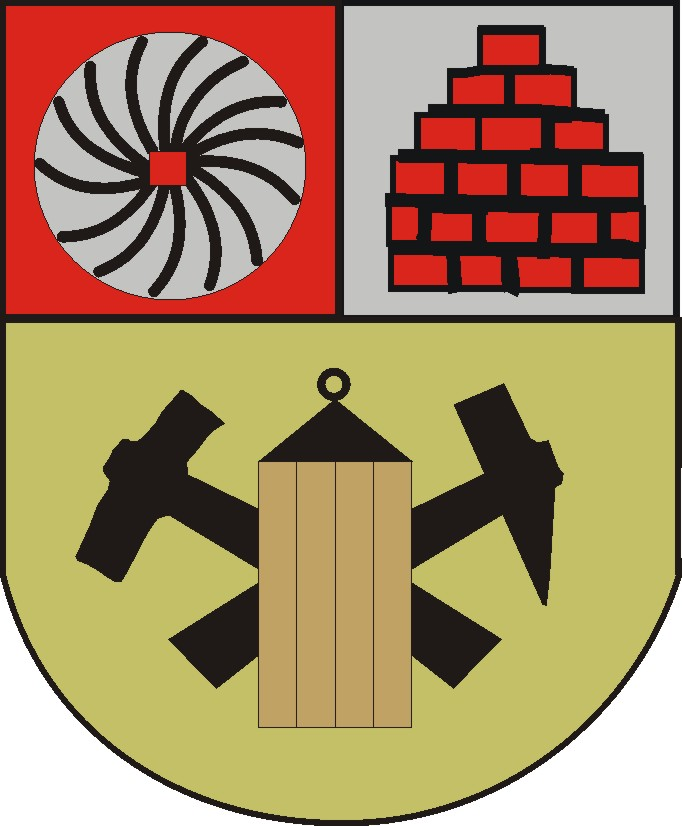
Герб Бёльхорста.

В Бёльхорсте обжиг кирпичей осуществлялся до 1955 года. Он считался тяжёлым. До сих пор стоит дом по улице Лемхаусштрассе (Lehmhausstraße), полностью сложенный из этих кирпичей.

### Шахтёрская лампа
Многие жители Бёльхорства были шахтёрами. Старое наименование «между горой и обрывом» указывает на характерный ландшафт местности. Подстилающие геологические слои мелового периода, содержащие прослои угля и гончарных глин послужили естественной причиной формирования их добычи и производства кирпича. Добыча угля известна с 1638 года, выросшее в каменноугольную Бёльхортскую щахту. Она была закрыта из-за истощения запасов угля только в середине XX века. Второй (новый) угольный рудник начал действовать в 1876 году на шахте Майсен, и в 1900 году выдал на гора около 17000 тонн угля и удвоил этот годовой результат до 1913 года. Во время Первой мировой войны добыча угля продолжала расти. Третья угольная шахта, на которой трудились жители Бёльхорста, была открыта в 1880 году в Баркхаузене, но она оказалась убыточной и была закрыта семь лет спустя. Тем не менее, эти три шахты многие годы давали работу местным жителям. Другим стабильным источником для существования были более безопасные рудники по добыче железной руды, да и иные шахты в окрестностях. Все эти горнорудные производства более-менее стабильно функционировали вплоть до Второй мировой войны.

## Угледобыча
Считается, что первые угли были найдены во время Тридцатилетней войны (1618—1648), когда шведские солдаты обустраивали оборонительные сооружения в южной части холма.
Во времена Фридриха Великого в Бёльхорст из Гарца приехали пять шахтёрских семейств: Аманов (Amanns), Хоманов (Homanns), Колмаеров (Kollmeiers), Бланкенханов (Blankenhahns) и Гельдмахеров (Geldmachers). Часть из них проживает в округе и сегодня. Они, будучи шахтёрами, эмигрировали из Саксонии и Гарца в XVIII веке. Они построили небольшие глинобитные дома, которые до сих пор стоят на Лемхаусштрассе (Lehmhausstraße). За каждым домом был разбит небольшой огород. Здесь выращивалась самая необходимая еда для семьи, потому что скудной шахтёрской заработной платы часто не хватало, чтобы прокормить многодетную семью. Эти дома являются самыми старыми в округе. Они являются немногими из свидетельств существовавшей в прошлом угледобычи.
В XIX веке на шахте Лаура со стволами Бёльхорст и Аврора работали около 150 человек и добывали примерно по 50 тысяч тонн каменного угля в год. Здесь же находилась штаб-квартира Минден-Равенсбергской ассоциации шахтёров.
Бёльхорст буквально пронизан вертикальными проходками и горизонтальными штольнями. При рытье колодцев и бурении скважин местные жители часто сталкиваются с шахтёрскими пустотами, а в стенах домов могут появляться трещины. Всё это следы бывшей горнорудной деятельности.

## Деревенский колокол
Старый деревенский колокол был расплавлен в 1942 году для изготовления оружия. Надпись старого колокола гласила:
«Удачи всем членам Бёльхорстской Ассоциации шахтёров! Возвращайся, шахтёр! S.G.I.R.N.M.B.F. Фридрих Ринкерт из Оснабрюка вылил меня в 1775 году».
К празднику Урожая в 1950 году Белхорст получил обрёл колокол с надписью: «Своим звучанием я чествую твоих сыновей, которые дали тебе кровь и жизнь. На пожертвования муниципалитета Бёлхорст 1950 год.»
По нижнему краю колокола надпись (как напоминание): «Удачи всем шахтёрам Бёльхорста! Возвращайся, шахтёр!». Колокол установлен в центре Бёльхорста у пожарной части.